# Події минулого тижня з Джоном Олівером
«Події минулого тижня з Джоном Олівером» (англ. Last Week Tonight with John Oliver) — американське вечірнє ток-шоу і телепрограма новинної сатири, яку веде комік Джон Олівер. Прем'єра півгодинного шоу відбулася в неділю 27 квітня 2014 року на каналі HBO. Last Week Tonight  має подібні риси із The Daily Show на каналі Comedy Central (де Олівер раніше був кореспондентом і певний час заміняв ведучого), оскільки вона також має сатиричний погляд на новини, політику і поточні події, але виходить раз на тиждень.
Олівер заявив, що він має «повну творчу свободу, включаючи повне право
критикувати корпорації». Його початковий контракт з HBO був підписаний на два роки з можливістю продовження.
Четвертий сезон закінчився 12 листопада 2017 року. У вересні 2017 року HBO оголосив, що серіал продовжено на три додаткові сезони по 30 серій в кожному, тобто шоу буде в ефірі до кінця 2020 року.

## Виробництво
Олівер так описав свої приготування до шоу інтерв'юеру із The Wire: «… Загалом, мені треба дивитися все. Єдина річ, яку я дивлюся ніби як собі в радість, це шоу Фаріда Закарії по неділях… Це і ще 60 Minutes я дивлюся для задоволення, або ще може Frontline… У мене є телевізор у кабінеті весь час і я весь час перемикаюсь між CNN, Fox, MSNBC, Bloomberg, CNBC, Al Jazeera… Я дивлюся з певним прицілом: знайти історію, розказану погано».

Іншому інтерв'юеру він розповів про складнощі роботи зі старими новинами: 
«Якщо щось трапиться в понеділок, усе смачне розтягнуть до кісток ще до того, як матеріал потрапить до нас — навряд чи є сенс щось з цим робити… Я думаю, якоюсь мірою, нас притягуватимуть історії, які не на слуху… Наше шоу може в результаті перетворитися на більш міжнародне у виборі історій».
Тім Карвелл, виконавчий продюсер Last Week Tonight, пояснив в інтерв'ю, як актори і знімальна група справляються з тим, що Олівер півгодини говорить без перерв на рекламу.
|  | Структурні міркування ведуть до змін контенту в шоу, що кінець кінцем відрізнить його від The Daily Show... Ми одразу зрозуміли, що не конче цікаво слухати когось, хто говорить півгодини підряд — навіть таку милу людину, як Джон, — тому ми використовуємо ці невеличкі комедійні елементи, які виконують функції рекламних роликів упродовж шоу, які дозволяють «вийти» зі студії, від Джонового голосу і трохи розбавити шоу. Оригінальний текст (англ.) [Structural considerations are leading to changes in the content in the show that will inherently make it different from The Daily Show... We realized early on, you don't necessarily want to hear anybody talk to you for a half an hour straight – even John, who is very charming – so we are constructing these little, produced comedy elements that will serve the function of commercial breaks throughout the show, which will let us get out of the studio, get us away from John's voice and break the show up a bit.] Помилка: [undefined] Помилка: {{Lang}}: немає тексту (допомога): текст вже має курсивний шрифт (допомога) |

Карвелл також розповів, що HBO дав їм свободу у виборі гостей шоу, радячи програмі не почуватися зобов'язаними розповідати лише про знаменитостей.
У відповідь на запитання інтерв'юера про «кореспондентів», таких як у The Daily Show, Олівер сказав: «Ми не збираємося бути пародійним випуском новин, тому немає людей, які б прикидалися журналістами».

## Формат
Формат передачі такий: Олівер сидить за письмовим столом на тлі горизонту, що містить будівлі з усього світу (в тому числі Купол Скелі, Монумент Вашингтона, Бурдж Халіфа, Емпайр-Стейт-Білдінг і єгипетські піраміди, а ще замок Драконовий Камінь з Гри престолів), і повідомляє новину тижня або політичне питання. Шоу записують перед аудиторією в студії, й HBO пропонує обмежену кількість безкоштовних квитків для участі у щотижневому записі Last Week Tonight.
Кожного епізоду тема шоу починається із зображень, що пов'язані з нею чи взагалі зі світом. Кожен епізод охоплює невелику групу коротких сегментів, за якими слідує один основний сегмент. Короткі сегменти майже завжди стосуються нещодавніх новин, основний же сегмент детально описує якусь політичну проблему, котра могла і не з'являтися у новинах за останній тиждень.
Олівер додає гумору у свою презентацію, у тому числі сатиричні аналогії та алюзії на поп-культуру і знаменитостей. Екранна картинка містить панель у верхньому лівому куті, яка часто показує фотографію або малюнок, що супроводжує тему і додає гумористичності. Графіка чи відеокліп з новин можуть бути й повноекранні, тоді Олівер цитує вголос, про що там ідеться. Він часто озвучує хештег для використання в соціальних мережах, пов'язаний з конкретним сегментом, деякі з них ставали вірусними.
Деякі сегменти Олівер закінчує жартівливими трейлерами вигаданих тв-передач або рекламними роликами, що висміюють тему сюжету.

## Епізоди
| Сезон | Сезон | Епізоди | Оригінал       | Оригінал          |
| Сезон | Сезон | Епізоди | Початок ефіру  | Кінець ефіру      |
| ----- | ----- | ------- | -------------- | ----------------- |
|       | 1     | 24      | 27 квітня 2014 | 9 листопада 2014  |
|       | 2     | 35      | 8 лютого 2015  | 22 листопада 2015 |
|       | 3     | 30      | 14 лютого 2016 | 13 листопада 2016 |
|       | 4     | 30      | 12 лютого 2017 | 12 листопада 2017 |
|       | 5     | 30      | 18 лютого 2018 | 18 листопада 2018 |
|       | 6     | 30      | 17 лютого 2019 | 17 листопада 2019 |
|       | 7     | 24      | 16 лютого 2020 | 27 вересня 2020   |

## Канал на YouTube
Last Week Tonight має YouTube-канал, де відео зазвичай додаються щотижня. Більшість відео — це основний сегмент кожного епізоду. Також доступні розширені кліпи у рубриці „Вебексклюзиви“, які виготовляються виключно для цього каналу, як, наприклад, відео, розміщене в липні 2016, у якому Олівер відповідає на негативні коментарі, залишені на каналі.
Виробництво шоу також продукує контент, створений спеціально для використання фанатами шоу. вентилятора. Для епізоду 19 березня 2017 року, в якому повідомлялося про коаліцію працівників у Болівії, які вдягаються в костюми зебри і навчають громадян правилам дорожно-транспортного руху, автори шоу записали 23-хвилинний ролик, в якому людина в костюмі зебри весь цей час танцює на фоні зеленого екрану, — щоб глядачі могли вставити цей ролик у свої відео для гумористичного ефекту. Подібне відео під назвою „Справжні тварини, несправжні лапи“ вийшло після епізоду 19 жовтня 2014 року, де замість суддів Верховного суду США були собаки, — щоб зробити прослуховування усних судових справ веселими для широкої громадськості і підвищити інтерес до теми.
Станом на квітень 2015, канал досяг більше мільйона підписників. До липня 2016 року це число зросло до 3,6 млн і понад 5 млн станом на травень 2017 року, з більш ніж 1 млрд переглядів.

## Соціальні мережі
Last Week Tonight  має сторінку у Facebook з більш ніж 2,5 мільйона вподобань, обліковка в Twitter має понад 2,3 мільйона підписників, а профіль в Instagram читають понад 237 тисяч підписників станом на червень 2017 року.
Олівер часто використовує жартівливі хештеги для вірусного поширення своїх відео у Twitter і Facebook, як сталося з хештегом #NotMyChristian, який він використав у 2014 році, щоб поскаржитися на вибір актора Джеймі Дорнана для екранізації П'ятдесят відтінків сірого. Хештег став повторюваним жартом у шоу, і згадується як в пов'язаних новинах, так і в серйозних історіях.

## Відгуки

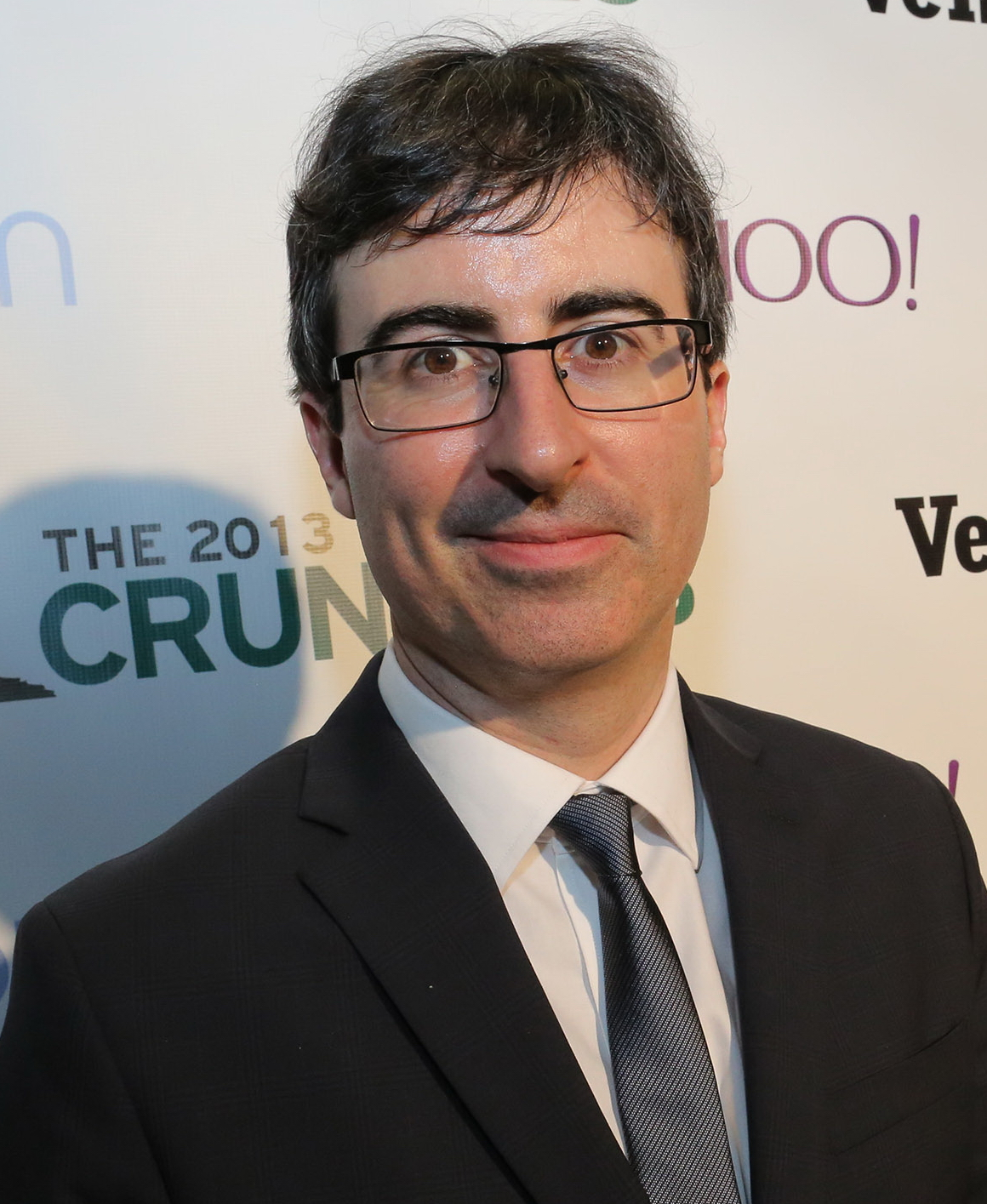
Джон Олівер, ведучий Last Week Tonight

Дебютний епізод Олівера зібрав 1,11 млн глядачів. Кількість глядачів онлайн, через сайти, такі як YouTube, стабільно становить багатомільйонну аудиторію. Канал шоу на YouTube викладає також вебексклюзиви, які зрідка виходять, коли саме шоу у відпустці. Сумарно кількість глядачів першого сезону Last Week Tonight телеефіру, DVR, відео на вимогу і HBO Go склала близько 4,1 мільйона.
Last Week Tonight отримало широке визнання критиків. Метью Джейкобс із The Huffington Post назвав програму Олівера найкращим телешоу 2014 року, зазначивши: „Найдивовижніша з'ява на телебаченні цього року — це шоу, яке порушило загальноприйняті формати, закрутило нам голови і проклало шлях до пишної династії. Last Week Tonight with John Oliver — це найбільше досягнення 2014 року“.
Генк Стювер з Вашингтон пост у своєму огляді прем'єри програми Олівера кілька разів порівняв її із The Daily Show:
Ще одна хвистка, разюча критика американських ЗМІ і політики, загорнута в сатину і подана веселим, майже приторно недовірливим чоловіком з британським акцентом… Точно там само, як у The Daily Show, мета полягає в тому, щоб змусити виборних та призначених посадових осіб, як і майже кожну корпорацію, виглядати безглуздо і бездарно, у той же час хитро добираючи телевізійні новинні ролики, що змушують ЗМІ виглядати однаково нездатними подати такі очевидні істини».
Джеймс Понєвозік з Time також порівняв Last Week Tonight із The Daily Show, але відзначив, що «цілі півгодини дають Оліверу змогу зробити більше», і похвалив «гостріший тон і глобалістську, сторонню точку зору англійця» Олівера, а також його «справжню пристрасть до своїх тем».
Огляд в Entertainment Weekly зауважує те ж саме: «Боюся, що Last Week Tonight буде тим же The Daily Show, тільки раз на тиждень — а такий графік відбере базовий формат жарту над новинами… Перший епізод-яблуко цієї передачі на HBO стилістично не далеко впав від яблуні Стюарта…» Однак рецензенту, Даррену Франічу, сподобалося, що Олівер має «півгодини телебачення, які одночасно напруженіші й амбітніші, а додатковий час дозволяє дати гостріші жарти і більше контексту». Франіч оцінив висвітлення Олівером виборів в Індії 2014 року, які американська преса була значною мірою проігнорувала, і, як Понєвозік, відзначив його «пристрасть». Франіч робить висновок, що Last Week Tonight  «запропонувало найгострішу з можливих версій свого натхнення» і що воно «мало б відчуватися як експеримент», але «відчувалося майже повністю сформованим».
Девід Гаґлунд зі Slate залишив двозначний відгук, написавши, що шоу «очевидно ще в роботі» і що один сегмент «здався недоречною надмірністю», але і що це «добре використання щотижневого шоу, і це було смішно». Джордан Сарджент із Gawker назвав Last Week Tonight was «новим Daily Show», одночасно критикуючи Daily Show, що воно відкидає тих, хто виріс із переживань про Fox [News] і республіканців".
Ряд коментаторів зі ЗМІ, включаючи Нью-Йорк Таймс, Гаффінгтон пост, Тайм, і Ассошіейтед Прес, описали стиль репортажу Олівера як журналістику або навіть журналістські розслідування. Сам Олівер з цим не згоден, і заявив, що «це не журналістика, це комедія — це комедія по-перше, і це комедія по-друге».

### Нагороди та номінації
| Рік  | Церемонія                                  | Категорія                                                                     | Результат    | Прим.  |
| ---- | ------------------------------------------ | ----------------------------------------------------------------------------- | ------------ | ------ |
| 2015 | Writers Guild of America Awards 2014       | Comedy/Variety (Including Talk) — Series                                      | Перемога     | [ 36 ] |
| 2015 | Producers Guild of America Awards 2014     | Outstanding Producer of Live Entertainment & Talk Television                  | Номінація    | [ 37 ] |
| 2015 | Dorian Awards                              | TV Current Affairs Show of the Year                                           | Номінація    | [ 38 ] |
| 2015 | Peabody Award                              | Peabody Award                                                                 | Перемога     | [ 39 ] |
| 2015 | 26th GLAAD Media Awards                    | Outstanding Talk Show Episode                                                 | Перемога     | [ 40 ] |
| 2015 | 2015 Webby Awards                          | Best Writing (Social)                                                         | Перемога     | [ 41 ] |
| 2015 | 5th Critics' Choice Television Awards      | Best Talk Show                                                                | Номінація    | [ 42 ] |
| 2015 | 31st Television Critics Association Awards | Outstanding Achievement in News and Information                               | Перемога     | [ 43 ] |
| 2015 | 67th Primetime Emmy Awards                 | Outstanding Variety Talk Series                                               | Номінація    | [ 44 ] |
| 2015 | 67th Primetime Emmy Awards                 | Outstanding Writing for a Variety Series                                      | Номінація    | [ 44 ] |
| 2015 | 67th Primetime Emmy Awards                 | Outstanding Interactive Program                                               | Перемога     | [ 44 ] |
| 2015 | 67th Primetime Emmy Awards                 | Outstanding Picture Editing For Variety Programming                           | Номінація    | [ 44 ] |
| 2016 | 6th Critics' Choice Television Awards      | Best Talk Show                                                                | Перемога     | [ 45 ] |
| 2016 | Dorian Awards                              | TV Current Affairs Show of the Year                                           | Перемога     | [ 46 ] |
| 2016 | Producers Guild of America Awards 2015     | Outstanding Producer of Live Entertainment & Talk Television                  | Перемога     | [ 47 ] |
| 2016 | 27th GLAAD Media Awards                    | Outstanding Talk Show Episode                                                 | Номінація    | [ 48 ] |
| 2016 | 2016 Webby Awards                          | Best Writing (Social)                                                         | Перемога     | [ 49 ] |
| 2016 | 32nd Television Critics Association Awards | Outstanding Achievement in News and Information                               | Номінація    | [ 50 ] |
| 2016 | 68th Primetime Emmy Awards                 | Outstanding Variety Talk Series                                               | Перемога     |        |
| 2016 | 68th Primetime Emmy Awards                 | Outstanding Writing for a Variety Series                                      | Перемога     |        |
| 2016 | 68th Primetime Emmy Awards                 | Outstanding Directing for a Variety Series                                    | Номінація    |        |
| 2016 | 68th Primetime Emmy Awards                 | Outstanding Picture Editing For Variety Programming                           | Перемога     |        |
| 2016 | 68th Primetime Emmy Awards                 | Outstanding Sound Mixing for a Variety Series or Special                      | Номінація    |        |
| 2016 | 68th Primetime Emmy Awards                 | Outstanding Technical Direction, Camerawork, Video Control for a Series       | Номінація    |        |
| 2016 | 7th Critics' Choice Television Awards      | Best Talk Show                                                                | Номінація    | [ 51 ] |
| 2017 | Dorian Awards                              | TV Current Affairs Show of the Year                                           | Номінація    | [ 52 ] |
| 2017 | Producers Guild of America Awards 2016     | Outstanding Producer of Live Entertainment & Talk Television                  | Перемога     | [ 53 ] |
| 2017 | Writers Guild of America Awards 2016       | Comedy/Variety (Including Talk) — Series                                      | Перемога     | [ 54 ] |
| 2017 | 2017 MTV Movie & TV Awards                 | Best Host                                                                     | Номінація    | [ 55 ] |
| 2017 | 2017 Webby Awards                          | Best Writing (Film & Video)                                                   | Номінація    | [ 56 ] |
| 2017 | 33rd Television Critics Association Awards | Outstanding Achievement in News and Information                               | Номінація    | [ 57 ] |
| 2017 | 69th Primetime Emmy Awards                 | Outstanding Variety Talk Series                                               | Перемога     |        |
| 2017 | 69th Primetime Emmy Awards                 | Outstanding Writing for a Variety Series                                      | Перемога     |        |
| 2017 | 69th Primetime Emmy Awards                 | Outstanding Directing for a Variety Series                                    | Номінація    |        |
| 2017 | 69th Primetime Emmy Awards                 | Outstanding Interactive Program                                               | Перемога     |        |
| 2017 | 69th Primetime Emmy Awards                 | Outstanding Picture Editing For Variety Programming (for 'F*ck 2016' segment) | Перемога     |        |
| 2017 | 69th Primetime Emmy Awards                 | Outstanding Picture Editing For Variety Programming (for 'Stoplight' segment) | Номінація    |        |
| 2017 | 69th Primetime Emmy Awards                 | Outstanding Sound Mixing for a Variety Series or Special                      | Номінація    |        |
| 2017 | 69th Primetime Emmy Awards                 | Outstanding Technical Direction, Camerawork, Video Control for a Series       | Номінація    |        |
| 2018 | Producers Guild of America Awards 2017     | Outstanding Producer of Live Entertainment & Talk Television                  | В очікуванні | [ 58 ] |
| 2018 | Writers Guild of America Awards 2017       | Comedy/Variety (Including Talk) — Series                                      | В очікуванні | [ 59 ] |

## Вплив
Вважається, що сегмент від червня 2014 року про мережевий нейтралітет у Сполучених Штатах змусив глядачів залишити понад 45 тисяч коментарів на електронній сторінці Федеральної Комісії зі зв'язку про нову пропозицію щодо мережевої нейтральності, яка, в разі прийняття, утворила б „смуги“ пріоритету для інтернет-трафіку. ФКЗ також отримала понад 300 тисяч електронних листів на поштову скриньку, присвячену спеціально цій пропозиції. Вважається, що саме сегмент Олівера відіграв важливу роль у кінцевому відкликанні Комісією цієї пропозиції, і врешті впровадженні правил, що забороняють „смуги“ пріоритету. Продовження в 2017 році надихнуло глядачів на 150 тисяч коментарів щодо наступної пропозиції відмовитися від нових правил мережевого нейтралітету.
Сегмент про тодішнього прем'єр-міністра Австралії Тоні Ебботта привернув широку увагу ЗМІ Австралії і був у тренді в соціальних мережах.
Згідно з документом, отриманим Vice, військовий уряд Таїланду назвав Олівера одним з тих, хто „підриває королівський інститут Таїланду“, за те, що той назвав крон-принца Вачхіралонгкона „блазнем“ та „ідіотом“.
Шоу потрапило у міжнародні новини, зробивши інтерв'ю з Едвардом Сноуденом, яке включало графіку, ґрунтовну розмову про розмір впливу уряду Сполучених Штатів, який він має в своєму розпорядженні в плані розвідки, як внутрішньої, так і зовнішньої. Олівер також поставив перед Сноуденом проблему незнання американського народу про його роботу і те, чому вони можуть вагатися в аналізі цих питань, якщо можна прийняти упереджену думку про те, що він донощик. Зокрема, він намагався допомогти Сноудену підняти суспільне усвідомлення фундаментальності проблеми відеоспостереження, висунувши запитання „чи можуть вони побачити мій член?“
У сегменті про державних захисників і те, як деякі контори вкрай недофінансовані, були згадані краудфандингові зусилля Відділу державних захисників Нового Орлеану з покращення їхніх умов. Протягом декількох днів після виходу епізоду в ефір, фанати шоу передали у відділ тисячі доларів, допомігши їм досягти своєї цілі через чотири дні після виходу шоу в ефір.
Для сегменту 18 жовтня 2015 року Олівер влаштував комічно грандіозну демонстрацію з канадським актором Майком Маєрсом, щоб закликати виборців Канади голосувати проти Стівена Гарпера на канадський федеральних виборах наступного дня. В рамках цього жесту, Олівер показав $5000 готівкою, які він готовий заплатити як штраф за намагання спонукати канадських виборців змінити свій голос, будучи іноземцем, згідно з розділом 331 з Закону про вибори в Канаді. Однак установа, відповідальна за спостереження за федеральними виборами в Канаді, Elections Canada, наступного дня пояснила, що немає необхідності у звинуваченнях щодо Олівера, оскільки спонукання до зміни голосу визначене в законі як пропозиція матеріальних благ виборцям. Згідно з Elections Canada, Олівер не намагався впливати на канадський електорат, оскільки гроші, показані в шоу, призначені лише на передбачуваний штраф, а він лише висловив свою думку як сторонній спостерігач, що є правомірним.
Реклама 3-го сезону містила чотири принизливі цитати, сказані про шоу або самого Олівера: „Комік-дурень“ (колишній віце-президент ФІФА Джек Ворнер, у відповідь на відповідний сегмент про справу щодо корупції у ФІФА 2015 року), „Робить людей тупими“ (стаття Волл-Стріт Джорнел про шоу), „Дуже нудно“ (оцінка Дональда Трампа), і „Більш неприємно, ніж сечогінний засіб“ (як президент Еквадору Рафаель Корреа назвав „грінго ток-шоу“ після того, як потрапив в один із сегментів).

### Тютюн
„Тютюн“ — це сегмент про тютюнову промисловість, який вийшов в ефір 15 лютого 2015 року, у другому епізоді другого сезону. Упродовж 18-хвилинного сегменту Олівер обговорює тенденції і практики тютюнової промисловості. Він також запропонував створений ним талісман для американської глобальної тютюнової компанії Філіп Морріс Інтернешнл, творців цигарок Marlboro, — Джефа Хвора-Легеня. Антропоморфна хвора легеня, яка курить і кашляє, порівнювалася із Джо Кемелом і чоловіком Мальборо. Олівер і його команда просувала цей мультиплікаційний персонаж, відправивши футболки із зображенням Джефа у Того і показуючи білборди в Уругваї, та заохочуючи використання хештегу #JeffWeCan, який став популярним у Twitter'і після ефіру.
„Філіп Морріс Інтернешнл“ опублікувала відповідь на сегменті, яка зазнала деякої критики. Зокрема там сказано:
15 лютого 2015 року шоу Last Week Tonight with John Oliver приділило значну частину програми нашій компанії … Last Week Tonight with John Oliver є комедійною передачею, відомою гумором через перебільшення і виставлення часткової інформації задля гумористичного ефекту. Сегмент містить багато хибних характеристик нашої компанії, включно з нашим підходом до маркетингу і правил, що були перебільшені задля комедійності … Хоча ми знаємо, що тютюнова промисловість є легкою ціллю для коміків, ми серйозно ставимося до відповідальності, яка супроводжу продаж продукту, який є дорослим вибором і шкодить здоров'ю … Ми підтримуємо і слідуємо тисячам приписів у всьому світі — включно з обмеженнями щодо реклами, штрафами за продаж тютюну неповнолітнім та значні попередження про вплив на здоров'я на упаковках. Ми інвестуємо мільярди в розвиток і наукове обґрунтування набору продуктів, що мають потенціал бути менш шкідливими і задовольняти курців, які на них перейдуть. І, які будь-яка інша компанія з відповідальністю перед її бізнес-партнерами, стейхолдерами та працівниками, ми просимо лише про те, щоб до нас рівноцінно застосовувалися закони про захист інвестицій, включно з торговими марками.
Оригінальний текст (англ.)
On February 15, 2015, the 'Last Week Tonight with John Oliver' show dedicated a significant portion of its program to our company ... 'Last Week Tonight with John Oliver' is a parody show, known for getting a laugh through exaggeration and presenting partial views in the name of humor. The segment includes many mischaracterizations of our company, including our approach to marketing and regulation, which have been embellished in the spirit of comedic license ... While we recognize the tobacco industry is an easy target for comedians, we take seriously the responsibility that comes with selling a product that is an adult choice and is harmful to health ... We support and comply with thousands of regulations worldwide — including advertising restrictions, penalties for selling tobacco products to minors, and substantial health warnings on packaging. We're investing billions into developing and scientifically assessing a portfolio of products that have the potential to be less harmful and that are satisfying so smokers will switch to them. And, like any other company with a responsibility to its business partners, shareholders and employees, we ask only that laws protecting investments, including trademarks, be equally applied to us.
Сегмент отримав широке висвітлення у ЗМІ, деякі з яких схвалювали здібності Олівера запускати успішні маркетингові кампанії і змінювати уявлення про куріння з допомогою створення талісмана. Талісман пізніше з'явився на акції протесту, організованій „Кампанією за дітей, вільних від тютюну“ в Нью-Йорку в травні 2015 року.

### Діва Марія Вічного Звільнення
У серпні 2015 року, після сегменту „Телеєвангелісти“, Олівер найняв юристів, щоб створити церкву під назвою „Діва Марія Вічного Звільнення“ як юридичну особу. Це було зроблено почасти для того, щоб продемонструвати, наскільки „підозріло легко“ можна оформити документи на реєстрацію релігійної організації, що звільняється від податків за критеріями Служби внутрішніх доходів. Олівер пояснив, що вимоги до організації, що визначається як „церква“ досить широкі. Оскільки нормативними вимогами вимагається встановлене місце для церкви, Олівер вибрав адресу своєї студії в Нью-Йорку як офіційне розташування, хоча реєстрував неприбуткову організацію в штаті Техас. Мегацерква Олівера мала безкоштовний номер телефону, який дозволяв абонентам жертвувати на церкву, і було заявлено, що зібрані гроші будуть передані благодійній організації „Лікарі без кордонів“. Олівер оголосив про створення своєї церкви епізоді 16 серпня 2015.
Метт Вілстейн у матеріалі для Mediaite порівняв трюк Олівера з тим, як комік Стівен Коулбер створив організацію згідно з 501(c)(4) — Colbert Super PAC —як спосіб „перевірити абсурдні обмеження Верховного Суду щодо Citizens United“; мегацерква Олівера ж натомість перевіряла, чи може IRS визнати цю „мегацеркву“ звільненою від податків організацією. Стів Торнгейт у The Christian Century зауважив, що питання про звільнення від оподаткування релігійних організацій більш складне і тонке, ніж зобразив Олівер, і не є питанням виключно державного регулювання, і описав трюк Олівера з політикою IRS як „даремний“. Однак Торнгейт погодився, що викриття і критика „маніпулятивних невдах“, які „стрижують вірян“ — це „тема дня“. Леонардо Блер, у тексті для Christian Post, описав сегмент Олівера як „жорстоке повалення“ телеєвангелістів і церков, що „проповідують процвітання“, яке обманює людей, наче б пожертви вирішать їхні медичні чи фінансові проблеми, тоді як насправді ці пожертви ідуть на особисте збагачення телеєвангелістів, які купують дорогі літаки або великі особняки.
Через тиждень, у наступному епізоді, Олівер присвятив короткий сегмент пожертвуванням, які отримала його церква зі всього світу. Олівер сказав, що отримав „тисячі конверти з тисячами доларів“ від донорів. На екрані з'явилося кілька контейнерів пошти США з листами. Олівер розповідав глядачам, що чим більше грошей вони послали, тим більше „благословення“ повернеться до них, додавши, що „це все ще те, що я — на диво — можу легально говорити“.
У випуску 13 вересня 2015 року Олівер оголосив, що Церква буде закрита. Всі попередні грошові пожертви були передані Лікарям без кордонів.

### Дональд Трамп
„Дональд Трамп“ — це сегмент про американського бізнесмена Дональда Трампа. Він вийшов в ефір 28 лютого 2016, у третьому епізоді третього сезону. У 22-хвилинному сегменті Олівер обговорює президентську кампанію Трампа 2016 року і його довгу кар'єру в бізнесі. Він також розкриває, що прізвище Трампів у певний момент з'явилося, як заміна оригінальному „Drumpf“. Хоча зміна імені була колись звичайною практикою серед багатьох неангломовних іммігрантів у Сполучені Штати, сегмент популяризував ім'я „Donald Drumpf“ і почали кампанію із закликом до глядачів „Make Donald Drumpf Again“ — гра слів на власне гасло Трампа „Make America Great Again“ (Зробімо Америку знову великою». Упродовж президентських виборів 2016 і після інавгурації Трампа, Олівер робив додаткові сегменти про Трампа.

### Скупники боргів
«Скупники боргів» — це сегмент, в якому йшлося про бізнес і сумнівну практику скупників боргів. Він вийшов в ефір 5 червня 2016 року, у чотирнадцятому епізоді третього сезону. Олівер оголосив, що придбав майже медичних боргів на майже 15 мільйонів доларів США, що належали 9000 боржників. Це було зроблено через спеціально створену компанію під назвою"Central Asset Recovery Professionals Inc." (CARP, «короп»), яку він описав як «рибу, що годується на дні». Олівер заявив, що «тепер вже ясно, [що] купівля боргів — це брудний бізнес, і гостро потребує кращого нагляду» і далі розповів, що почати такий бізнес «підозріло легко». Зареєструвати бізнес у Міссісіпі коштувало 50 доларів, а на купівлю майже $15 мільйонів безнадійних боргів пішло менше, ніж 60 тисяч. Олівер пробачив борг у повному обсязі, і заявив, що це було найбільше дарування (англ. giveaway) в історії американського телебачення; ймовірно, затьмарюючи те, як «Дженерал Моторс» на ''Шоу Опри Вінфрі'' в 2004 році подарували аудиторії в студії автомобілі загальною вартістю близько 8 млн доларів. Джордан Вайсман у тексті для Slate оскаржив число 15 млн доларів США: «[Олівер] каже, що CARP заплатили близько $60 000 […] за ці папери, у яких вийшов „строк давності“ — тобто борги були настільки старі, що кредитори технічно не могли навіть судитися за них. Це означає, що продавець вважав, що борги варті суми, не більшої ніж, скажімо, 60 тисяч.» Група активістів The Debt Collective звинуватила Олівера в копіювання їхньої тактики анулювання заборгованості і видаванні її за свою. Цей епізод згадано в академічному журналі Religions. Над скасуванням боргу шоу працювало спільно з RIP Medical Debt, Inc.

### Видобуток вугілля і Боб Мюррей
18 червня 2017 року основний сегмент Last Week Tonight був присвячений видобутку вугілля і Бобу Мюррею. У ньому Олівер розповів про стан безпеки всередині вугільних шахт, зокрема про аварію 2007 року на шахті Крендалл-Кеньйон, у якій загинули 6 шахтарів, і розкритикував Мюррея за заяви, що обвал викликаний землетрусом, не зважаючи на всі докази, які свідчать про інше. У кінці передачі до Олівера вийшла людина в костюмі білки на ім'я «містер Горіхове-Масло» (англ. Mr. Nutterbutter) і видала Мюррею анульований чек на «3 жолуді і 18 центів» — це було відповіддю на те, як компанія Мюррея дає своїм співробітникам низькі суми грошей в якості премії, на що люди бунтують, анульовуючи чеки, а також на замітку в пресі, нібито Мюррей започаткував свою компанію після того, як білка підкинула йому таку ідею. 22 червня Боб Мюррей подав позов проти Олівера, HBO, і Time Warner за наклеп. HBO вважає, що Last Week Tonight не зробили нічого поганого, а адвокат першої поправки описує позов як «легковажний».

## Міжнародна трансляція
Уривки з епізодів Last Week Tonight with John Oliver можна дивитися в будь-якій країні на YouTube. Передача транслюється на преміум-каналі HBO Canada одночасно з HBO у США; приблизно в той же час передача йде міжнародними каналами HBO. Шоу виходить в Австралії на The Comedy Channel через кілька годин після ефіру в США. У Новій Зеландії шоу іде на SoHo. У Великій Британії та Ірландії воно транслюється по понеділках на супутниковому каналі Sky Atlantic. В Бельгії передача транслюється щочетверга на кабельному каналі PRIME Series компанії Telenet. У Південній Африці шоу іде на M-Net. В Португалії виходить на RTP3.